# Ivan Prosvetov
Ivan Igorevitch Prosvetov - en russe : Иван Игоревич Просветов - (né le 5 mars 1999 à Moscou en Russie) est un joueur professionnel russe de hockey sur glace. Il évolue au poste de gardien de but.

## Biographie

### Carrière en club
Formé au HK CSKA Moscou, il entame sa carrière en junior avec les Magicians du Minnesota dans la NAHL en 2017. Lors du repêchage d'entrée dans la LNH 2018, il est choisi au 4e tour, à la 114e position au total par les Coyotes de l'Arizona. En 2018, il passe professionnel avec les Roadrunners de Tucson dans la Ligue américaine de hockey. Le 31 mars 2021, il joue son premier match dans la Ligue nationale de hockey avec les Coyotes de l'Arizona chez l'Avalanche du Colorado.
Le 9 octobre 2023, il est placé au ballotage par les Coyotes puis réclamé par l'Avalanche du Colorado afin de pallier la blessure de Pavel Francouz.

### Carrière internationale
Il représente la Russie en sélections jeunes.